# 明查暗訪
明查暗訪 Field Work 英語歌曲及MV；坂本龍一Ryuichi Sakamoto + Thomas Dolby主唱；此歌電子音樂流利純熟、前衛實驗演奏及狂嘯式演唱、幽默嘲諷冷戰時期諜報戰歌詞，為此歌奪得美國流行音樂排行榜POP冠軍。